# Kojkovičky
Kojkovičky (německy Klein Kojkowitz) je malá vesnice, část obce Krásná Hora v okrese Havlíčkův Brod. Nachází se asi 2,5 km na jihozápad od Krásné Hory. V roce 2009 zde bylo evidováno 8 adres. V roce 2001 zde trvale žilo 18 obyvatel.
Kojkovičky je také název katastrálního území o rozloze 1,25 km2.

## Název
V roce 1869 ves nesla název Malé Kojkovice, roku 1880 Kojkovice a v letech 1890–1910 Malé Kojkovice.

## Historie
První písemná zmínka o obci pochází z roku 1595. V letech 1869–1921 byly Kojkovičky osadou obce Kejžlice, v letech 1930–1960 osada obce Bratroňov, od roku 1961 jsou částí obce Krásná Hora.

## Přírodní poměry
Východně od vsi protéká bezejmenný potok, který se severně vlévá do Křivoláčského potoka.

## Obyvatelstvo
Podle sčítání 1930 zde žilo v 9 domech 50 obyvatel. 50 obyvatel se hlásilo k československé národnosti. Žilo zde 46 římských katolíků a 4 příslušníci Církve československé husitské.
| Rok            | 1869 | 1880 | 1890 | 1900 | 1910 | 1921 | 1930 | 1950 | 1961 | 1970 | 1980 | 1991 | 2001 | 2011 |
| -------------- | ---- | ---- | ---- | ---- | ---- | ---- | ---- | ---- | ---- | ---- | ---- | ---- | ---- | ---- |
| Počet obyvatel | 40   | 53   | 56   | 46   | 60   | 68   | 50   | 28   | 27   | 26   | 15   | 17   | 18   |      |
| Počet domů     | 7    | 7    | 8    | 8    | 8    | 9    | 9    | 7    | .    | 6    | 4    | 8    | 8    |      |

## Pamětihodnosti
- Venkovský dům čp. 3